# Tetrapedia maura
Tetrapedia maura là một loài Hymenoptera trong họ Apidae. Loài này được Cresson mô tả khoa học năm 1878.